# William Davidson Niven
William Davidson Niven (1842-1917) és un matemàtic i enginyer escocès conegut per haver editat les obres de James Clerk Maxwell després de la seva mort.

## Vida i Obra
William D. Niven, que era germà d'altres dos distingits matemàtics, Charles i James, va graduar-ser a la universitat d'Aberdeen el 1861. Va continuar els estudis de matemàtiques al Trinity College (Cambridge) on es va graduar com tercer wrangler el 1866. L'any següent va ser escollit fellow del Trinity College.
Després de fer de professor del Royal Indian Engineering College Surrey (1872) i del Royal Arsenal Woolwich (Greenwich), va retornar a Cambridge el 1874. Hi va establir una estreta relació amb James Clerk Maxwell que es va veure estroncada per la mort d'aquest el 1879. Niven es va encarregar de la segona edició del Treatise on Electricity and Magnetism i dos volums d'altres obres deixades pel seu amic Maxwell.
Va continuar ensenyar electricitat i magnetisme a Cambridge fins que el 1882 va ser nomenat director d'estudis del Royal Naval College a Greenwich, càrrec del qual es va jubilar el 1903. Va anar a viure a la propera població de Sidcup, on va morir el 1917.
Niven va ser fellow de la Royal Society, membre de la London Mathematical Society (que va presidir entre 1908 i 1910) i cavaller de l'Orde del Bany.